# 角張渉
角張 渉（かくばり わたる、1978年 - ）は、宮城県仙台市出身の男性実業家。レコードレーベルの運営、アーティストマネージメントなどを行う、株式会社カクバリズムの代表取締役。バンドBOYS NOWではギターボーカル、snottyではボーカルを担当していた。東京経済大学卒。妻はモデルの菊池亜希子。
1999年よりGOING STEADYの安孫子真哉（元銀杏BOYZ）とレーベルSTIFFEEN RECORDSを共同運営。
2001年よりイベントKAKUBARHYTHM（カクバリズム）開始。
2002年3月にYOUR SONG IS GOODの1st 7インチのリリースを期にKAKUBARHYTHMをレコードレーベルとして運営開始。
2006年、YOUR SONG IS GOODのメジャー契約とともにカクバリズムを株式会社化。
2012年、カクバリズム10周年イベントにて自身の著書の刊行を発表。
2015年、初めての著書『衣食住音』を発刊。